# فلوريان فولبي
فلوريان فولبي (بالفرنسية: Florian Volpe)‏ هو لاعب كرة قدم فرنسي في مركز الوسط، ولد في 19 مايو 1990 في سيت في فرنسا. لعب مع ديبورتيس ماجالانز.

## وصلات خارجية
- فلوريان فولبي على موقع قاعدة بيانات كرة القدم.إي يو (الإنجليزية)
- فلوريان فولبي على موقع Soccerway.com (الإنجليزية)
- فلوريان فولبي على موقع AS.com (الإسبانية)